# Szczerbanówka
Szczerbanówka – nieistniejąca wieś w Polsce, położona w województwie podkarpackim, w powiecie sanockim, w gminie Komańcza. Leży na prawym brzegu Osławy, przy drodze wojewódzkiej 897.
Wieś królewska położona na przełomie XVI i XVII wieku w ziemi sanockiej województwa ruskiego, w drugiej połowie XVII wieku należała do starostwa krośnieńskiego.
W połowie XIX wieku właścicielem posiadłości tabularnej Szczerbanówka był Jan Reisenbach.

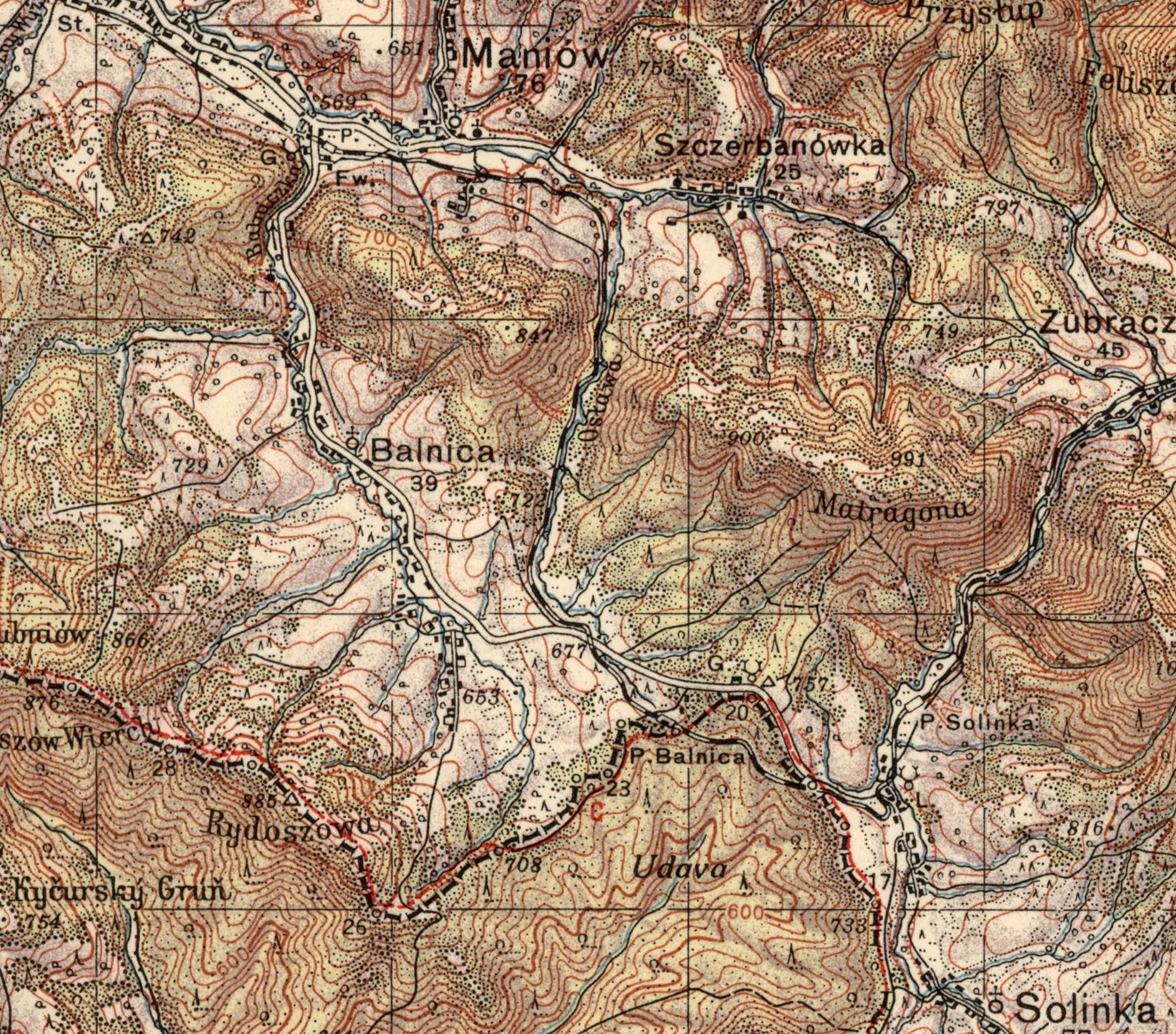
Wieś na mapie Wojskowego Instytutu Geograficznego z 1938 r.